# Traian (okręg Aluta)
Traian – wieś w Rumunii, w okręgu Aluta, w gminie Traian. W 2011 roku liczyła 3264 mieszkańców.